# Atympanum belonocercum
Atympanum belonocercum är en insektsart som först beskrevs av Liu, Jupeng 1981.  Atympanum belonocercum ingår i släktet Atympanum och familjen gräshoppor. Inga underarter finns listade i Catalogue of Life.